# Liksoza
Liksoza – organiczny związek chemiczny, cukier prosty o wzorze C5H10O5. Należy do grupy aldopentoz zawierających w swojej cząsteczce pięć atomów węgla.

## Występowanie
Zarówno D-liksoza, jak i L-liksoza nie występują w przyrodzie w postaci wolnej. Liksoza rzadko występuje w naturze. Występuje między innymi glikolipidach błony komórkowej prątków.

## Właściwości
W roztworze wodnym, w wyniku wewnątrz cząsteczkowej cyklizacji, większościowy udział (71%) w produkcie posiada forma piranozy – α-D-liksoza.